# Battaglia di Amiens (1918)
La battaglia di Amiens o terza battaglia di Piccardia, ebbe inizio l'8 agosto 1918 e fu la fase di apertura dell'azione alleata nota come offensiva dei cento giorni, che pose fine alla prima guerra mondiale. Le forze alleate, tra cui la 4ª Armata inglese al comando di Henry Rawlinson, spostarono in avanti la linea del fronte di oltre sette miglia il primo giorno, realizzando una delle avanzate più cospicue del conflitto.
La battaglia è altresì degna di nota per i suoi effetti sul morale di ambo le parti, e per l'alto numero di soldati tedeschi fatti prigionieri. Per questo motivo, Erich Ludendorff definì il primo giorno di battaglia "giorno più nero per l'esercito tedesco". Amiens è stata infine una delle prime grandi battaglie tra mezzi corazzati, e segnò la fine della guerra di trincea sul fronte occidentale. A partire da essa, anche se per poco tempo, il conflitto ritornò ad essere una guerra di manovra che obbligò i tedeschi a ritirarsi lentamente da vari punti della linea Hindenburg fino all'armistizio con la Germania, firmato l'11 novembre 1918.

## Premesse
Con la firma del trattato di Brest-Litovsk con la RSFS Russa, i tedeschi poterono trasferire centinaia di migliaia di effettivi al fronte occidentale, acquisendo un significativo, ancorché temporaneo, vantaggio di forze. 
Come conseguenza, il 21 marzo 1918 l'Impero tedesco lanciò l'operazione Michael, il primo di una serie di attacchi pianificati per sfondare le linee dell'Intesa. 
In particolare, l'operazione Michael fu finalizzata a neutralizzare l'ala destra del Corpo di Spedizione Inglese, ma fallì per la mancanza di successi durante la preliminare battaglia di Arras. Un ultimo sforzo fu diretto verso la città di Amiens, un vitale snodo ferroviario, ma anche questa avanzata fu fermata dalle truppe australiane durante la battaglia di Villers-Bretonneux. Ulteriori offensive tedesche consentirono una serie di avanzate in diversi punti del fronte occidentale, ma senza riuscire a generare una rottura decisiva dello stesso.
Il vantaggio numerico tedesco terminò con l'offensiva di Marne-Rheims, che portò all'esaurimento sia i reparti operativi che quelli logistici. Approfittando della situazione, Ferdinand Foch, comandante supremo interalleato, ordinò una decisiva controffensiva che portò alla seconda battaglia della Marna che gli valse la promozione a Maresciallo di Francia. I tedeschi, riconoscendo l'indifendibilità della propria posizione, si ritirarono dalla Marna verso nord.

### Il piano alleato
il 23 luglio 1918, tre giorni dopo l'inizio della ritirata tedesca, Foch presentò il suo piano strategico, che prevedeva la riduzione del saliente di Saint-Mihiel (successivamente teatro della Battaglia di Saint-Mihiel) e la liberazione delle linee ferroviarie che correvano attraverso Amiens. Tale piano andava nel la stessa direzione di quelli già concepiti dal comandante del Corpo di Spedizione Inglese, Sir Douglas Haig.
La ritirata inglese si era fermata in aprile, quando il British Fourth Army comandato dal generale Sir Henry Rawlinson si era attestato sul fronte che attraversava la Somme. L'ala sinistra dello schieramento era costituita dal British III Corps comandato dal tenente generale Richard Butler, mentre l'ala destra era tenuta dall'Australian Corps, comandato da Sir John Monash, che assicurava continuità a sud con l'esercito francese.
Il 30 maggio, tutte le divisioni di fanteria australiane furono riunite sotto il comando generale del Corps. Gli Australiani eseguirono un certo numero di contrattacchi su scala locale che servirono a confermare l'adeguatezza del terreno aperto e compatto a sud della Somme ad una grande offensiva, e ad ottimizzare i metodi da usare.
Rawlinson aveva presentato le proposte di Monash ad Haig in luglio, e quest'ultimo le aveva inoltrate a Foch. Durante la riunione del 24 luglio, Foch approvò il piano ma insisté che la 1ª Armata francese, che copriva la parte meridionale del fronte, partecipasse. Rawlinson si oppose a questa richiesta, dato che il piano concepito da lui stesso e da Monash dipendeva dall'uso su vasta scala di carri armati (finalmente disponibili in grande quantità) per evitare un bombardamento preliminare d'artiglieria e sfruttare il fattore sorpresa. La 1ª Armata francese non aveva carrarmati, e sarebbe stata costretta a bombardare le posizioni tedesche prima di far avanzare la fanteria, perdendo così l'elemento sorpresa. Al termine della discussione, fu deciso che i francesi avrebbero partecipato, ma che non avrebbero lanciato il proprio attacco prima di 45 minuti dall'assalto condotto dalla Fourth Army. Fu inoltre deciso di spostare la data dell'assalto dal 10 all'8 agosto, in modo da colpire i tedeschi prima che avessero completato la ritirata dal saliente della Marna.
Tre giorni prima della riunione del 24 luglio, Rawlinson aveva discusso e concordato la propria linea d'azione con i propri comandanti di corpo (Butler, Monash, Sir Arthur Currie del Canadian Corps ed il tenente generale Charles Kavanagh del Cavalry Corps). I piani prevedevano che australiani e canadesi avrebbero attaccato per la prima volta fianco a fianco. Entrambi i reparti avevano la reputazione di mettere in campo tattiche innovative ed aggressive, e venivano da due anni consecutivi di vittorie.
I metodi tattici erano stati sperimentati dagli australiani nel corso di un contrattacco su scala locale durante la battaglia di Hamel il 4 luglio. I difensori tedeschi di Hamel erano fortemente trincerati, e la loro posizione consentiva di mantenere un ampio campo di tiro. Posizioni di questo tipo avevano resistito alla cattura per due mesi nel corso della battaglia della Somme. 
Ad Hamel gli australiani avevano usato la sorpresa, piuttosto che la propria forza d'impatto. L'artiglieria aveva aperto il fuoco solo nel momento in cui fanteria e truppe corazzate avevano iniziato l'assalto, ed i tedeschi erano stati rapidamente sopraffatti.
La segretezza fu un fattore chiave del piano finale. Non vi fu infatti alcun bombardamento di preparazione, e l'artiglieria aprì il fuoco solo quando le truppe australiane, canadesi e britanniche avanzarono. Il piano finale della Fourth Army, concepito dal maggior generale C.E.D. Budworth, coinvolse 1 386 tra cannoni ed obici, per un totale di 27 brigate di artiglieria media e 13 batterie di artiglieria pesante. I progressi inglesi nelle tecniche di artiglieria e di ricognizione aerea fotografica permisero di effettuare tiri precisi senza bisogno di colpi di aggiustamento. Budworth produsse una tabella oraria che permise di colpire ogni singola posizione tedesca all'"ora zero", mentre un terrificante fuoco di sbarramento precedeva l'avanzata della fanteria. Questo metodo era simile al Feuerwalze utilizzato dagli stessi tedeschi durante l'offensiva di primavera, ma la sua efficacia fu aumentata dall'effetto sorpresa.
L'attacco fu accompagnato da un totale di 580 carri armati. Sia i canadesi che gli australiani ne possedevano una brigata suddivisa in quattro battaglioni, con 108 carri da combattimento Mark V, 36 carri Mark V "Star", capaci di trasportare uno squadrone di fanteria armato con una mitragliatrice Lewis, e 24 carri disarmati che avevano il compito di trasportare i rifornimenti e le munizioni. Un singolo battaglione di carri Mark V era invece assegnato al III Corps. I Cavalry Corps avevano invece due battaglioni di 48 carri Medium Mark A Whippet.
Gli Alleati erano riusciti a spostare di nascosto quattro divisioni di fanteria canadesi verso Amiens senza farle individuare dai tedeschi. Un distaccamento di due battaglioni di fanteria, un'unità radio e un ospedale mobile da campo furono inviati al fronte nei pressi di Ypres per far credere ai tedeschi che l'intero Corps si stesse muovendo verso nord in direzione delle Fiandre. Il Canadian Corps non raggiunse le proprie posizioni fino al 7 agosto. Per mantenere il segreto, i comandanti alleati diffusero la nota "Keep Your Mouth Shut" (tieni la bocca chiusa) insieme agli ordini inviati ai propri uomini, e non usarono mai la parola "offensiva".

### I preparativi
Sebbene alla fine del luglio 1918 i tedeschi fossero ancora all'offensiva, le forze alleate diventavano più forti via via che un maggior numero di unità americane arrivavano in Francia, e che i rinforzi inglesi venivano trasferiti dalla campagna del Sinai e di Palestina. All'inizio di agosto, i comandanti tedeschi capirono che le proprie forze potevano essere costrette sulla difensiva, ma non ritenevano che Amiens fosse una probabile linea di fronte. I tedeschi credevano che i francesi avrebbero probabilmente attaccato il fronte di Saint-Mihiel ad est di Reims, o nelle Fiandre presso monte Kemmel, mentre gli inglesi avrebbero attaccato lungo il Lys o presso Albert. Gli Alleati avevano effettivamente allestito un certo numero di contrattacchi in questi settori, sia per raggiungere obiettivi locali che consentissero loro migliorare le proprie posizioni difensive, che per spostare l'attenzione lontano dal settore di Amiens. Seguendo queste ipotesi, le forze tedesche iniziarono a ritirarsi dal Lys e da altri fronti. Gli Alleati mantennero invariato il livello di fuoco d'artiglieria ed aereo lungo i vari fronti, muovendo le truppe solo di notte, e simulando movimenti durante il giorno al fine di mascherare le proprie vere intenzioni.
Il fronte ad est di Amiens era tenuto dalla 2ª Armata tedesca al comando del generale Georg von der Marwitz, con sei divisioni di linea (di cui due fronteggiavano la 1ª Armata francese) e solo due divisioni di riserva. Il 6 agosto ci fu qualche preoccupazione nel campo alleato quando la 27ª Divisione tedesca attaccò a nord della Somme in quella stessa parte di fronte dove gli Alleati prevedevano di attaccare due giorni dopo. La divisione tedesca (una formazione del tipo Stoßtruppen, specificamente reclutata ed addestrata) penetrò per circa 800 iarde nel fronte lungo un miglio e mezzo. Questo attacco era una rappresaglia ad un raid effettuato dalla 5ª Divisione australiana a nord della Somme la notte del 3 luglio, durante il quale erano stati catturati molti prigionieri. Il 7 agosto la divisione tedesca si ritirò pressoché sulle proprie posizioni di partenza, ma questa iniziativa causò comunque dei cambiamenti nei piani alleati.

## Lo scontro
La battaglia iniziò in una densa nebbia alle 4.20 del mattino dell'8 agosto 1918. Sotto la direzione della 4ª Armata di Rawlinson, il 3º Corpo inglese attaccò a nord del Somme, il Corpo australiano a sud, al centro del fronte della 4ª Armata, ed il Corpo canadese a sud degli australiani. Contemporaneamente, la 1ª Armata francese, al comando del generale Debeney, iniziò un bombardamento di preparazione, e cominciò la propria avanzata 45 minuti dopo, con il supporto di un battaglione di 72 Whippet.
Le forze tedesche erano in stato di allerta poiché si aspettavano una rappresaglia per la loro incursione del giorno 6, e non perché avessero subodorato l'esistenza del piano di attacco alleato. Sebbene i due schieramenti fossero ad una distanza di 500 iarde l'uno dall'altro, il bombardamento con gas fu di scarsa entità, dato che i tedeschi non sapevano della presenza del grosso delle truppe alleate. L'attacco fu così inaspettato che essi cominciarono ad effettuare un fuoco di risposta solo dopo cinque minuti, e comunque lo concentrarono sulle posizioni dove gli alleati si erano radunati all'inizio della battaglia, e che avevano già da tempo abbandonate.
Durante la prima fase, l'attacco fu portato da sette divisioni: la 18ª Eastern e la 58ª (2/1st London) inglesi, la 2ª e 3ª divisione australiana, la 1ª, 2ª e 3ª divisione canadese. Gli attaccanti canadesi ed australiani erano supportati da otto battaglioni del Royal Tank Corps, aventi una forza nominale di 216 carri Mark V e 72 Mark V*, supportati da 48 carri disarmati con funzione di porta-munizioni. Sezioni della 33ª divisione americana supportavano invece gli inglesi a nord della Somme.
Gli attaccanti conquistarono la prima piazzaforte tedesca intorno alle 7.30 del mattino, avanzando per circa 4000 iarde. Al centro, le unità di supporto che seguivano le divisioni principali attaccarono l'obiettivo secondario, che era distante altre due miglia. Le unità australiane raggiunsero i propri obiettivi primari intorno alle 7.10 del mattino. Poco più di un'ora più tardi, la 4ª e 5ª divisione australiana, e la 4ª divisione canadese passarono attraverso la breccia iniziale nel fronte tedesco. La terza fase dell'attacco era assegnata ai trasporti truppe Mark V*, ma la fanteria riuscì a completarla senza bisogno di aiuto. Gli Alleati penetrarono a fondo nelle retrovie dello schieramento tedesco e la cavalleria continuò l'avanzata, con una brigata nel settore australiano e due in quello canadese. Il fuoco incrociato della RAF e dei cingolati fece in modo che la ritirata tedesca continuasse.
Al centro del fronte, le forze australiane e canadesi avanzarono rapidamente, raggiungendo una distanza di 3 miglia dal punto di partenza entro le 11 del mattino. La velocità della loro avanzata fu tale che un gruppo di ufficiali tedeschi e di personale divisionale furono catturati mentre facevano colazione. Entro la fine della giornata, una breccia di 15 miglia fu aperta nel fronte tedesco a sud della Somme. A nord del fiume l'avanzata alleata ebbe meno successo, dato che il 3º Corpo inglese aveva un solo battaglione di carri in supporto, il terreno era più disagevole e l'incursione tedesca del 6 agosto aveva disarticolato alcuni dei preparativi. Sebbene gli attaccanti avessero raggiunto gli obiettivi primari, furono arrestati poco prima del Chipilly, un'irta altura boscosa.
La 4ª Armata inglese catturò 13 000 prigionieri, mentre i francesi ne catturarono circa 3 000 L'8 agosto i tedeschi persero circa 30 000 uomini. Le perdite della 4ª Armata inglese furono circa 8 800, escluse le perdite di carri armati, aerei e quelle francesi.
Il capo di Stato Maggiore dell'esercito tedesco, Paul von Hindenburg, scrisse in seguito che l'uso della sorpresa da parte degli alleati e la distruzione delle linee di comunicazione tedesche compromise la possibilità da parte tedesca di contrattaccare, isolandone le posizioni di comando. Il generale tedesco Erich Ludendorff descrisse il primo giorno della battaglia di Amiens come Schwarzer Tag des deutschen Heeres ("giorno più nero per l'esercito tedesco"), non a causa del terreno perso a favore delle truppe alleate, ma perché il morale di quelle tedesche era caduto così in basso che grandi quantità di soldati cominciarono ad arrendersi. Egli riportò in seguito episodi in cui soldati in ritirata urlavano "state cercando di prolungare la guerra" agli ufficiali che cercavano di incoraggiarli, e "crumiri" alle riserve che si muovevano verso il fronte Cinque divisioni tedesche erano effettivamente state accerchiate. Le forze alleate avanzarono in media per 7 miglia nel territorio nemico entro la fine della giornata. I canadesi conquistarono territorio per 8 miglia, gli australiani per 7, gli inglesi per 2 ed i francesi per 5.

### Scontri successivi

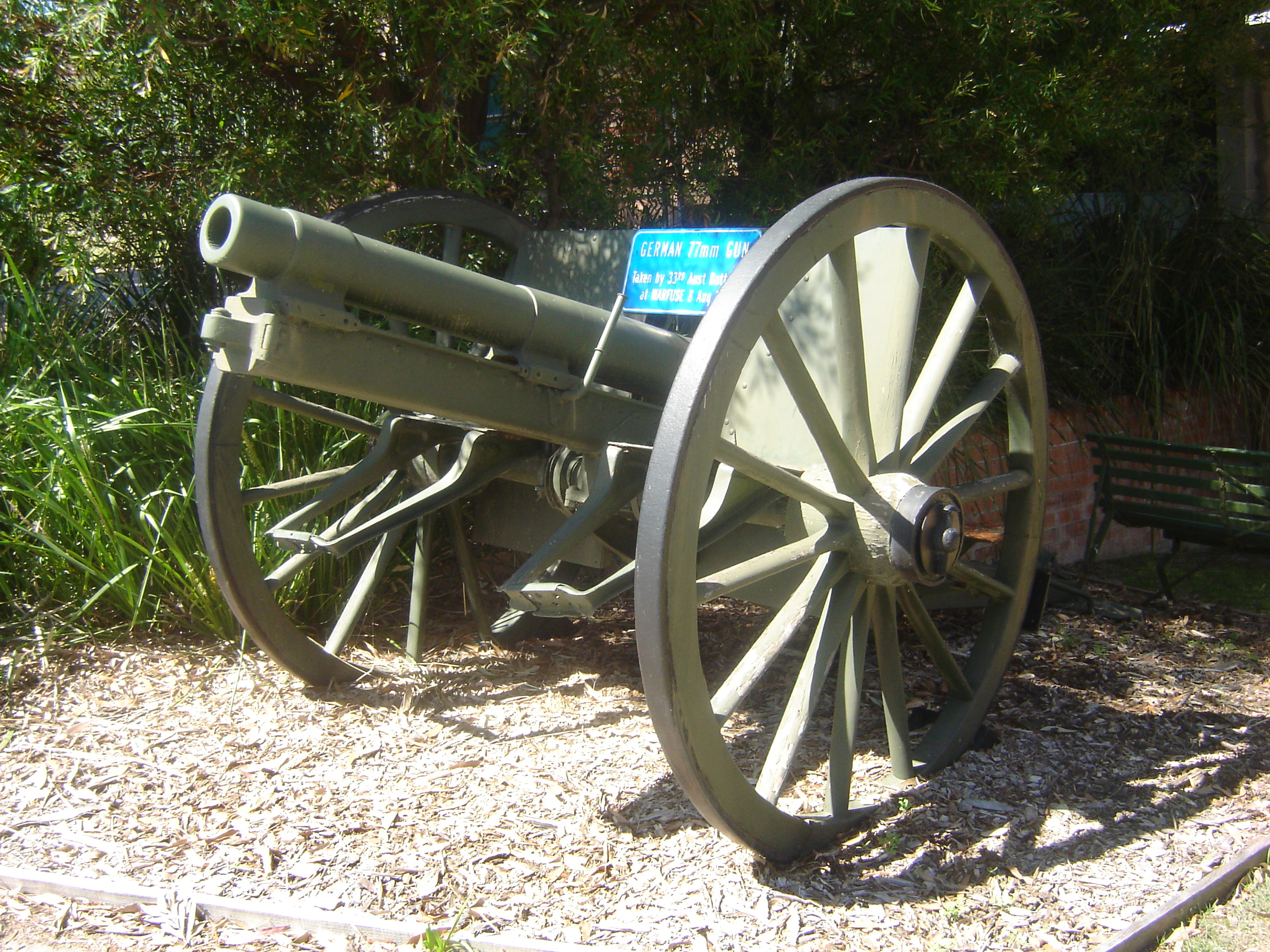
Un cannone da campo tedesco 7.7 cm FK 96 n.A. catturato dal 33rd Australian Battalion durante la battaglia

L'avanzata continuò il 9 agosto, sebbene non con gli stessi spettacolari risultati del primo giorno. La battaglia si estese a nord e a sud dell'attacco iniziale. Gli scontri avvenuti nella parte meridionale del fronte (che interessarono le forze francesi) prendono il nome di battaglia di Montdidier.
La fanteria aveva superato l'artiglieria di supporto e la forza iniziale di più di 500 carri armati, che aveva giocato un ruolo cardine nel successo alleato, fu ridotta a sei unità efficienti entro il quarto giorno dell'attacco. I tedeschi attestati a Chipilly Spur controllavano un ampio campo di fuoco a sud della Somme, ed il loro fuoco di copertura trattenne le unità dell'Australian Corps schierate sulla sinistra del fronte fino al tardo 9 agosto, quando una piccola unità australiana, appoggiata da un nuovo attacco del III Corpo, attraversò di nascosto il fiume e catturò il villaggio di Chipilly. Sul fronte canadese, le strade congestionate e le difficoltà di comunicazione impedirono alla 32nd Division inglese di avanzare abbastanza rapidamente da mantenere l'iniziativa.
Il 10 agosto c'erano segni che i tedeschi si stessero ritirando dal saliente. Secondo i rapporti ufficiali, gli alleati catturarono circa 50 000 prigionieri e 500 cannoni entro il 27 agosto. Anche con le forze corazzate ridotte al minimo, gli inglesi avanzarono per 12 miglia nelle posizioni tedesche entro il 13 agosto.

## Conseguenze

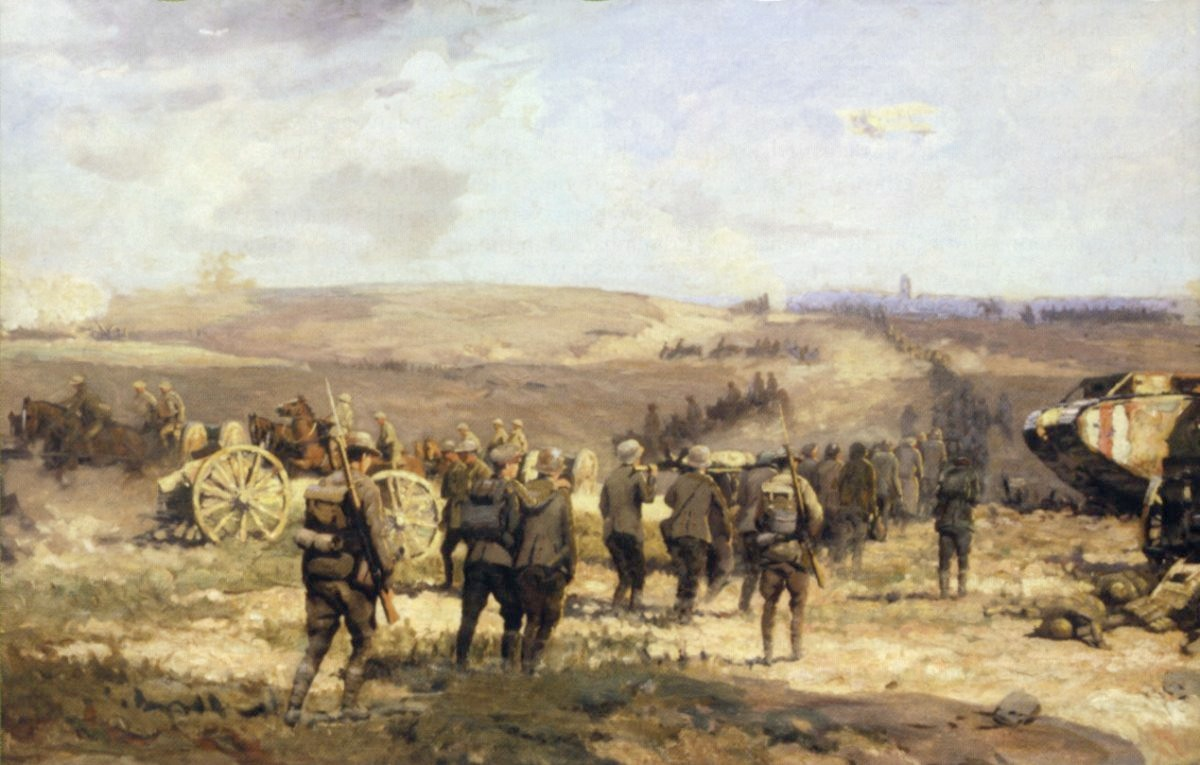
8 agosto 1918 di Will Longstaff, in cui sono rappresentati prigionieri di guerra tedeschi portati verso Amiens

La battaglia di Amiens fu un punto di svolta decisivo nel ritmo della guerra. I tedeschi avevano iniziato l'offensiva con il piano Schlieffen prima che gli scontri evolvessero in guerra di trincea, che la Corsa al mare rallentasse i movimenti sul Fronte Occidentale, e l'Offensiva di Primavera tedesca desse ancora una volta ai tedeschi l'iniziativa sul Fronte Occidentale. Il supporto delle truppe corazzate aiutò gli alleati ad aprire una breccia attraverso le linee di trincea, sfondando posizioni considerate inespugnabili fino a quel momento. La Terza Armata inglese, priva di supporto corazzato, non ebbe virtualmente alcun effetto sul fronte, mentre la Quarta, appoggiata da meno di un migliaio di carri armati, penetrò profondamente nel territorio tedesco.
Il corrispondente di guerra Philip Gibbs notò l'effetto della battaglia di Amiens sul ritmo della guerra, scrivendo il 27 agosto che "il nemico... è sulla difensiva" e che "l'iniziativa è così decisamente nelle nostre mani che siamo in grado di colpire il nemico in molti punti differenti." Gibbs attribuì ad Amiens il cambiamento nel morale delle truppe sul campo, scrivendo che "il cambiamento è stato più grande nelle menti degli uomini, che nella conquista di terreno. Sul nostro fronte sembra che l'esercito sia incoraggiato dall'enorme speranza di risolvere presto la questione" e che "c'è anche un cambiamento nella mente del nemico. Non hanno più la minima speranza di vittoria sul fronte occidentale. Tutto ciò che sperano ora è di potersi difendere abbastanza a lungo da arrivare ad una pace negoziata."